# Oreisplanus munionga
Oreisplanus munionga là một loài bướm ngày thuộc họ Hesperiidae. Nó được tìm thấy ở the Lãnh thổ Thủ đô Úc, New South Wales, Tasmania và Victoria.
Sải cánh dài khoảng 30 mm.
Ấu trùng ăn Carex species (bao gồm Carex appressa and Carex longebrachiata) and Scirpus polystachyus. They construct a shelter made by joining the leaves of its host plant with silk. It rests in this shelter during the day.

## Phụ loài
- Oreisplanus munionga larana Couchman, 1962
- Oreisplanus munionga munionga (Olliff, 1890)